# Jesús Brigido
Juan Jesús Brigido Chen (* 29. September 2001 in Mexicali, Baja California) ist ein mexikanischer Fußballspieler auf der Position eines Stürmers.

## Leben
Brigido erhielt seine fußballerische Ausbildung im Nachwuchsbereich des Club Deportivo Guadalajara. Seine ersten Erfahrungen als Profi sammelte er bei dessen Farmteam Club Deportivo Tapatío in der zweitklassigen Liga de Expansión MX. Unmittelbar bevor er in die erste Mannschaft des Muttervereins berufen wurde, gewann Brigido mit Tapatío die Zweitligameisterschaft der Clausura 2023, dem anschließend noch der Gesamtsaisonsieg 2022/23 folgte.
Seinen ersten Einsatz in der höchsten mexikanischen Spielklasse hatte Brigido gleich am ersten Spieltag beim Club León, der am 3. Juli 2023 mit 2:1 bezwungen wurde. Nachdem er auch im ersten Heimspiel gegen Atlético San Luis mitgewirkt hatte, erzielte er im dritten Saisonspiel gegen Necaxa kurz nach seiner Einwechslung das Tor zum 2:0-Endstand in der 84. Minute.
Am 16. Juli 2023 verwandelte Brigido im Elfmeterschießen den letzten Schuss für seine Mannschaft, der für den 4:2-Sieg sorgte, durch den Guadalajara die vom Athletic Club de Bilbao ins Leben gerufene 
Trofeo Árbol de Gernika gewann.

## Erfolge
- Meister der Liga de Expansión MX: Clausura 2023
- Gesamtsaisonsieger der 2. Liga: 2022/23
- Gewinner der Trofeo Árbol de Gernika: 2023